# 淮东话
淮东话是淮语洪巢片中的一小片，即《江苏省志·方言志》中所说的淮扬方言，大致包括江苏省淮安市、扬州市、连云港市、盐城市、镇江市，相当于江苏省内除了南京之外的洪巢片地区加上安徽省天长市（古属淮扬地区），以扬州话为代表方言。

## 语音特点
- 不分平翘舌音，其中扬州、淮安、盐城、镇江都读平舌音，海州都读翘舌音；
- 没有儿化，除淮安外；
- 不分n、l，除盐城市区和建湖县及扬州市郊外；
- 中古止摄端组合口字（如退、对)变为开口，韵母为ei；
- 中古咸、山摄字在按主要元音分成三个部分，如关≠官、简≠剪等，与《中原音韵》寒山、桓欢、先天三韵的分法相同；
- 除了淮安外，中古咸、山摄字与宕、江摄字均不混，淮安宕、江摄细音字，并入咸、山摄，韵母为ian；
- 中古假摄麻韵开口三等字，如爹、借、些等，在大部分地区，韵母为iI，与蟹摄见组二等字不同（如街、蟹等），但是淮安并入止摄，韵母为i；
- 全區入声韵均与阳声韵相配，与《广韵》的原则相同。入聲不分陰陽。

江淮官话洪巢片包括淮扬片和宁庐片

## 分布地域
- 江苏省：

扬州市区、高邮市、宝应县、仪征市东部（扬州大部除仪征西部淮西话南京片）；
盐城市区、建湖县、射阳县、阜宁县、滨海县、响水县（盐城全部）；
淮安市区、淮安区、淮阴区、涟水县、洪泽县、金湖县；
连云港市区、灌云县、灌南县、东海县南部；
宿迁市（市区非淮语，为中原官话徐淮片）的沭阳县大部、泗阳县南部；
镇江市区；
常州市金坛西部（市区非淮语，为吴语毗陵小片）；
- 安徽省：

天长市。

## 内部分区
按语音及词汇特点，内部又可分为揚州、潤州、建鹽、濱阜、海州、淮安六个小片。

## 地方戏
流行于此区域的地方戏，包括淮剧、扬剧、淮海戏等。淮剧流行于盐城和淮安，并在上海市的苏北人中有相当影响。扬剧流行于扬州。淮海戏流行于连云港、淮安北部和宿迁的沭阳。